# Stephan Aschböck
Stephan Aschböck (* 1956 in Mittersill, Salzburg) ist ein österreichischer Jazzmusiker (Piano, Keyboard, Electronic) und Komponist.

## Leben und Wirken
Aschböck studierte Klavier und Komposition am Jazzinstitut des Konservatoriums der Stadt Wien und an der Hochschule für Musik und darstellende Kunst Wien bei Fritz Pauer. Er arbeitet als freiberuflicher Komponist und Musiker auf dem Gebiet des Jazz, der Improvisationsmusik und der elektroakustischen und elektronischen Musik.
Aschböck ist Gründer und Leiter von drei Gruppen: Koan, Suckpower und Pentadom. Er arbeitete mit Musikern wie Wolfgang Puschnig, Harry Sokal, Bumi Fian, Wolfgang Reisinger, Wolfgang Mitterer, Jean-Paul Céléa und Jojo Mayer und trat bei Jazzfestivals in Österreich, Deutschland, Frankreich, den Benelux-Staaten und Finnland auf.
1992 fand mit Pentadom die Uraufführung des Stücks The Very Moment beim Internationalen Jazzfestival Saalfelden statt. Bei der Uraufführung von Thomas Pernes’ Songs of an Imaginary Voice spielte Aschböck die Live-Elektronik. Mehrfach gab er Solovorstellungen als Live-Elektroniker. Mit Helge Hinteregger bildet er das Duo Rote Zone; auch gehörte er zu The Comfort of Madness.
Aschböck komponierte Filmmusiken (u. a. für Hanna und Valentino von Fritz Lehner und Mautplatz von Christian Berger) und Schauspielmusiken (u. a. für Wolken.Heim von Elfriede Jelinek).

## Diskografie
- Stephan Aschböck Pentadom – „The Very Moment“ mit Bumi Fian, Woody Schabata, Robert Riegler, Thomas Lang (Extraplatte 1992)
- Stephan Aschböck Pentadom II – „Visitors“ mit Bumi Fian, Klaus Dickbauer, Jean-Paul Céléa, Wolfgang Reisinger (1999)